# SN 1980P
SN 1980P – supernowa typu I odkryta 20 marca 1980 roku w galaktyce NGC 5854. W momencie odkrycia miała maksymalną jasność 15,00m.